# Пиотрович, Сигизмунд Карлович
Сигизмунд Карлович Пиотрович (1862—?) — русский художник.

## Биография
Сигизмунд Пиотрович родился 4 июня 1862 года.
Был вольнослушателем Императорской Академии художеств с 1881 года. В 1884 году получил малую поощрительную медаль; в 1893 году — звание неклассного художника за картины «Моросит», «Ярмарка» и другие.
Сигизмунд Карлович Пиотрович был экспонентом МОЛХ и ТПХВ.
Точная дата и место смерти неизвестны. Есть сведения, что в 1915 году он жил в Петрограде на ул. Фурштадской, 32.

## Труды
Рисунки художника использовались на почтовых открытках России.